# K-Teoria (Física)
Na teoria das cordas, a classificação K-teoria se refere a uma aplicação conjectura da K-Teoria (na álgebra abstrata e topologia algébrica) para supercordas, para classificar as intensidades permitidas do Campo Ramond-Ramond, bem como  as cargas dos D-branas estáveis.
Em física da matéria condensada também encontrou aplicações importantes para K-teoria. Especialmente na classificação topológica dos isolantes topológicos, supercondutores e superfícies de Fermi estáveis .